# Giuseppe Pagano (architetto)
Giuseppe Pagano, nato Giuseppe Pogatschnig (Parenzo, 20 agosto 1896 – Mauthausen, 22 aprile 1945), è stato un architetto e fotografo italiano.
Morì di malattie provocate da maltrattamento nell'infermeria del lager di Gusen.

## Biografia

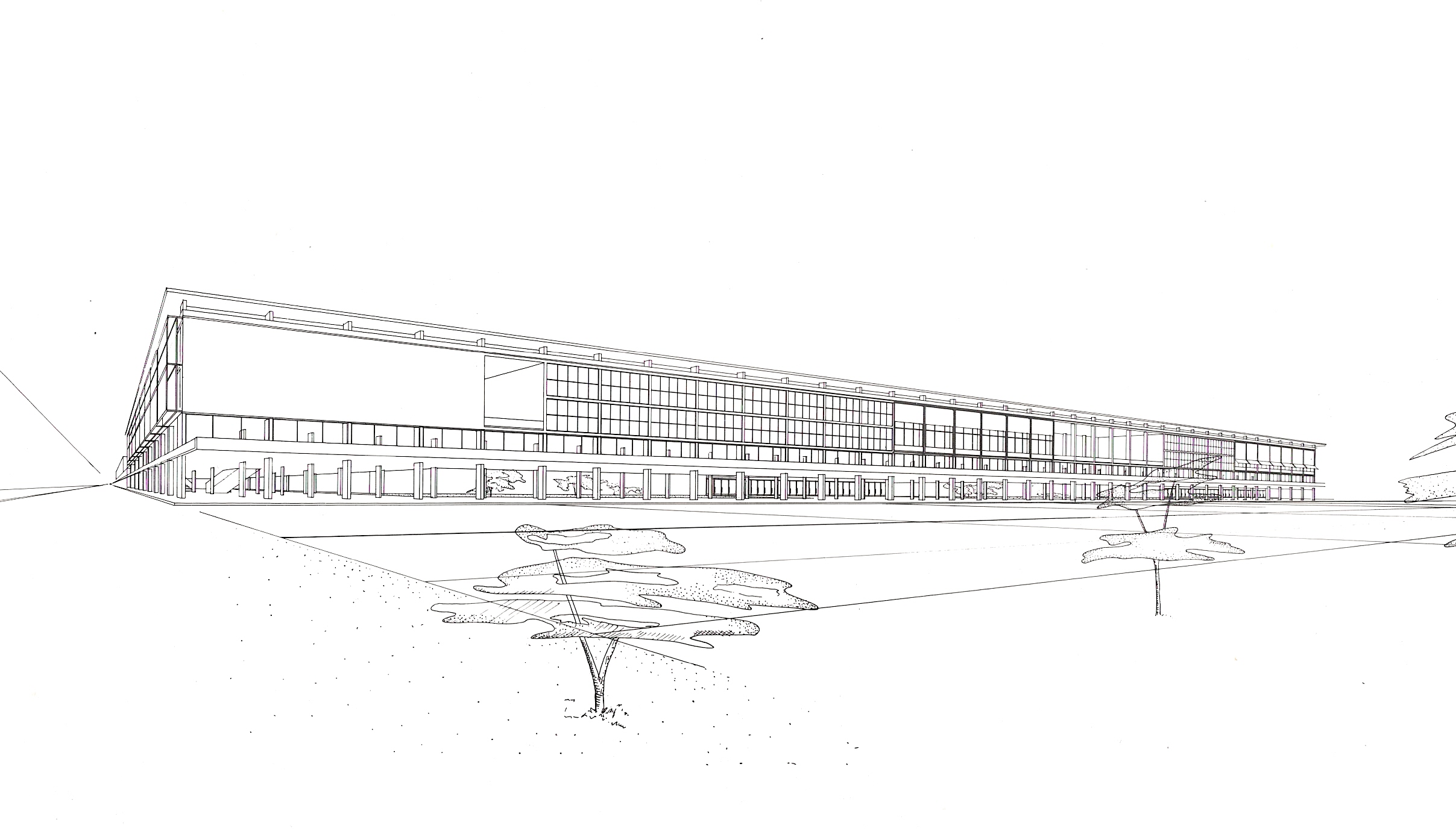
Progetto per un centro culturale a Milano, pubblicato su “Casabella-Costruzioni”, n. 158, febbraio 1941, pp. 24-26

Giuseppe Pogatschnig nasce a Parenzo, cittadina della costa istriana, nel 1896. Partecipa come volontario irredentista alla prima guerra mondiale, arruolandosi il 24 maggio 1915, nelle file italiane pur essendo suddito austriaco: arruolandosi, italianizza il proprio cognome cambiandolo da Pogatschnig a Pagano. 
Inviato al fronte come sottotenente al 53º reggimento fanteria il 2 novembre 1915, fu ferito per la prima volta durante l'assalto del monte Sabotino. Con il 228º reggimento, nel maggio 1916, venne ferito per la seconda volta in varie parti del corpo. Fu decorato con due medaglie di bronzo al valore. Nel luglio del 1917, con il 58º fanteria, fu ferito e imprigionato dagli austriaci a quota 124 di Grazigna.
Fu detenuto, insieme ad altri "irredenti" che avevano combattuto in eserciti nemici dell'Impero austro-ungarico, a Lubiana e poi a Theresienstadt. Nel giugno 1918 evase; dopo varie vicissitudini fu ricatturato in Italia e riportato a Theresienstadt. Nell'ottobre del 1918 evase di nuovo. Partecipò ai moti rivoluzionari austriaci, durante i quali meritò la sua terza medaglia al valor militare; venne anche processato come disertore, ma fu assolto con formula piena.
Dopo il liceo a Capodistria si iscrisse al Politecnico di Torino e frequentò i corsi della facoltà di architettura: con un anno di anticipo sui cinque previsti dal corso di studi, si laurea con lode nel 1924. Il progetto di villa che costituì la sua tesi di laurea fu realizzato con poche varianti a Parenzo. Resta fuori dal razionalista "Gruppo 7" di estrazione più milanese ma ne condivide le tesi.

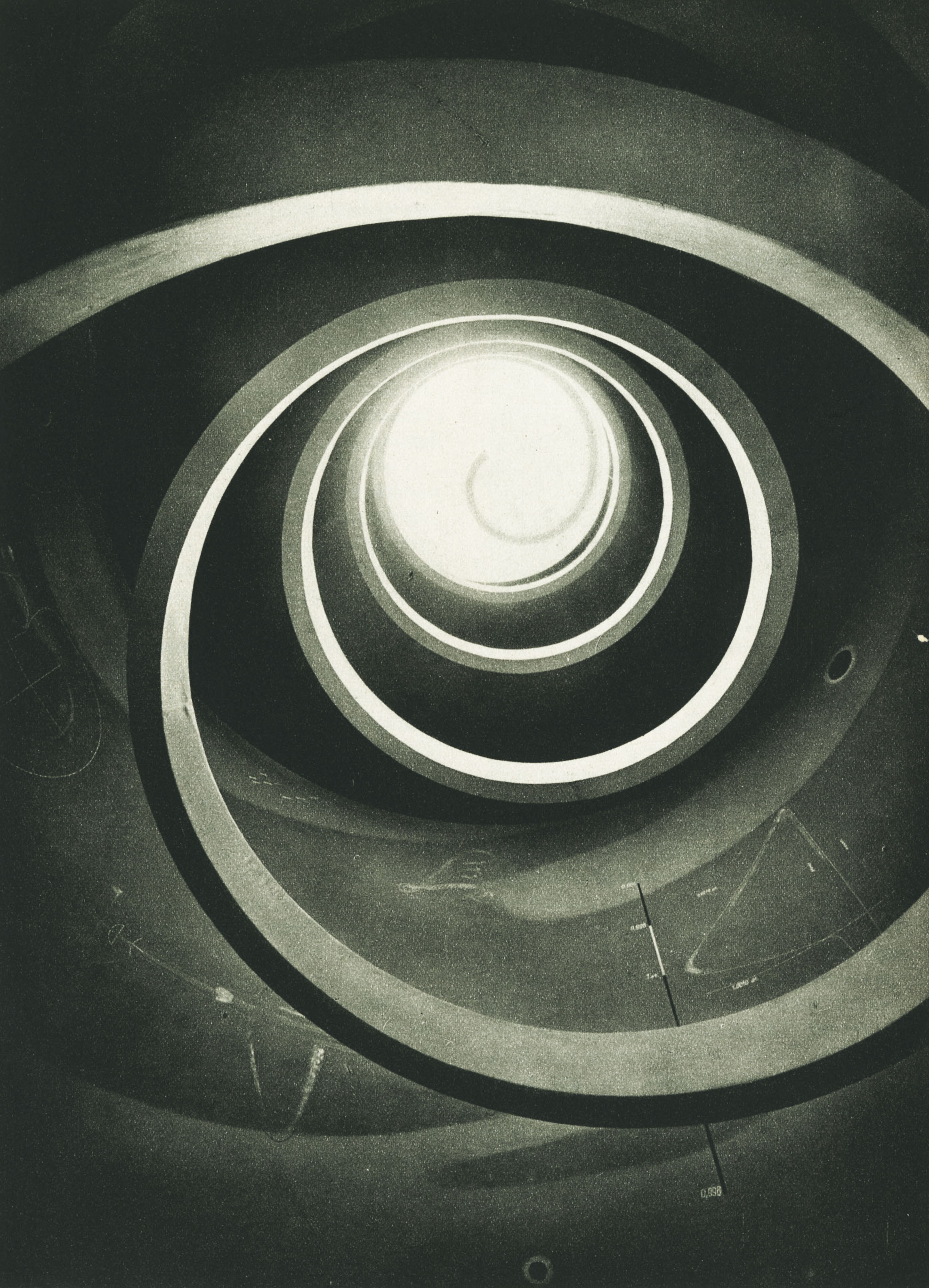
La sala d'Icaro Milano Esposizione aeronautica italiana 1934

Nel 1927 viene nominato capo dell'ufficio tecnico dell'Esposizione internazionale di Torino del 1928 cui ebbe seguito la pubblicazione di una serie di articoli sui quotidiani cittadini, capaci di generare riflessioni critiche sull'architettura moderna rivelando la genialità polemica di Pagano. Dal 1931 è a Milano, dove dirige insieme a Edoardo Persico la rivista Casabella che continuerà a dirigere da solo dal 1936, dopo la morte di Persico, a fianco di Anna Maria Mazzucchelli. Continueranno a pubblicare la rivista sotto variati nomi Casabella-costruzioni, Costruzioni-Casabella e Costruzioni rischiando anche il sequestro fino all'interruzione delle pubblicazioni nel 1943. Alla fine del 1940, per un breve periodo, si occupa della rivista Domus diretta insieme a Massimo Bontempelli e Melchiorre Bega.
È chiamato ad insegnare all'ISIA, l'innovativa scuola d'arte che era sorta da pochi anni a Monza.
Nel 1935, dovendo preparare materiale fotografico per la Mostra dell'Architettura Rurale alla VI Triennale di Milano, scopre la passione della fotografia.
Collabora a diversi progetti, come il piano urbanistico "Milano verde", con altri architetti razionalisti, tra cui Franco Albini, Giancarlo Palanti, Ignazio Gardella, Irenio Diotallevi. Tra le sue opere più importanti Palazzo Gualino a Torino (1928), l'Istituto di Fisica della Città universitaria di Roma (1934), e la Bocconi a Milano (1936-42), che sono da annoverarsi tra le maggiori del Razionalismo Italiano.
Si arruola volontario insieme ai suoi colleghi della Scuola di mistica fascista nella seconda guerra mondiale, comprende però in un secondo momento l'impossibilità di conciliare il suo impegno civile e la sua visione della società con il Fascismo. Nel dicembre del 1942 dà le dimissioni dalla scuola di "Mistica" e dal partito. Nel giugno 1943, mentre si trovava a Cuneo come addetto al deposito, entra in contatto con il movimento clandestino antifascista.
(Giancarlo Palanti)
Il 9 novembre 1943 per una fatale indicazione sbagliata finisce in prossimità dell'ingresso della caserma della milizia fascista di Carrara, dove viene arrestato e duramente malmenato. Rinchiuso al castello di Brescia, ha la possibilità di riconsiderare tutte le sue posizioni di architetto e d'intellettuale attraverso lettere, disegni e letture. Il 25 marzo 1944 viene trasferito nelle carceri giudiziarie bresciane da dove sempre più intensamente progetta di evadere. Vi riesce il 13 luglio alle 3 di notte, durante un bombardamento, insieme ai 260 detenuti senza aver ucciso nessuno. Ritorna da clandestino a Milano riprendendo le attività politiche. Il 6 settembre tradito da tre falsi clandestini fu arrestato, malmenato e condotto alla Villa Triste gestita da Pietro Koch; lì incontra molti attivisti del C.L.N. (Comitato di Liberazione Nazionale). Durante il periodo di prigionia fu spesso torturato ma anche trattenuto come ostaggio in vista di possibili scambi di prigionieri. Progetta un'ulteriore evasione per il 1º ottobre, che fallisce poiché erano nel frattempo evasi alcuni detenuti piantonati nel vicino ospedale Muti: per questo motivo il 30 settembre 1944 tutti i prigionieri di Villa Triste furono trasferiti nel carcere di San Vittore.
Il 9 novembre 1944 viene trasferito nel campo di concentramento di Bolzano e dopo otto giorni deportato nel campo di concentramento di Mauthausen. Trasferito dopo dieci giorni in un altro sottocampo, a Melk, e costretto a lavorare in miniera per circa un mese, nel dicembre venne trasferito in infermeria, ma dopo un mese per una denuncia ritorna nel campo di lavoro. Il 4 (o 6?) aprile del 1945 i Sovietici sono in prossimità di Melk e Pagano in condizioni di salute precaria in seguito ad un pestaggio, è trasferito a Mauthausen dove muore il 22 aprile.
Il campo verrà liberato tredici giorni dopo.

## Sedie

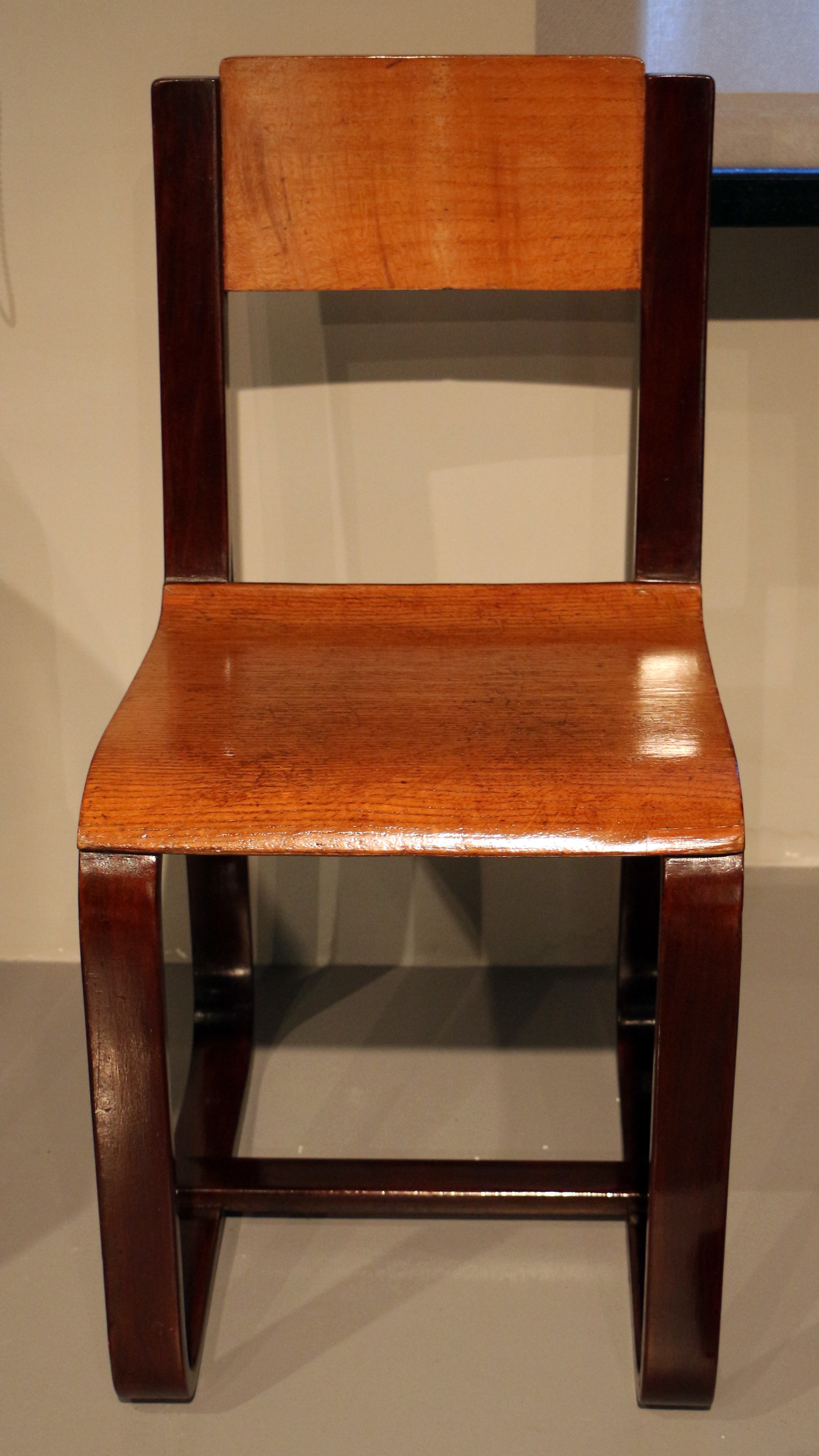
Sedia per l'Università Bocconi, disegno insieme a Giangiacomo Prevadal
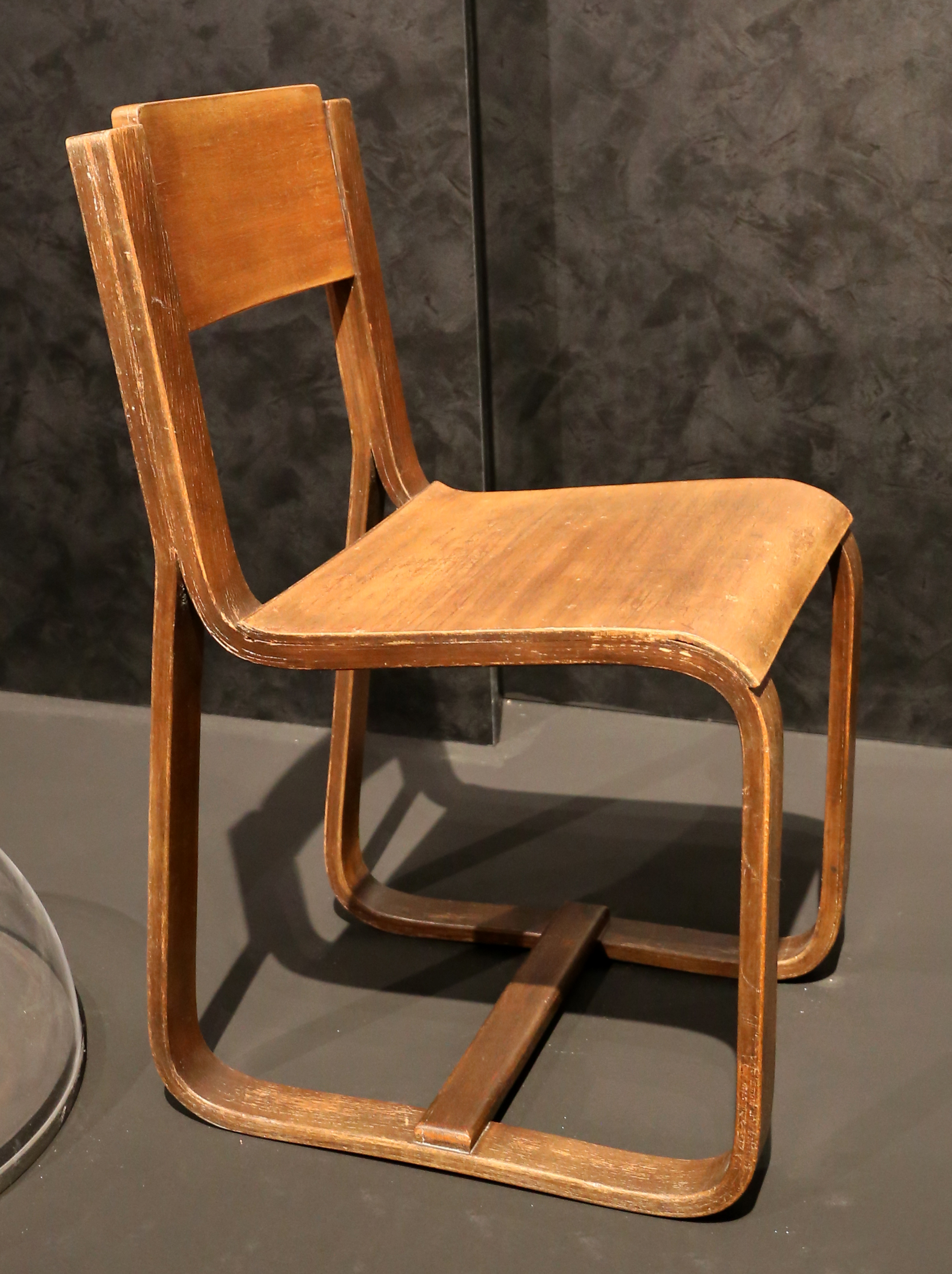
Sedia per l'Università Bocconi, disegno insieme a Giangiacomo Prevadal
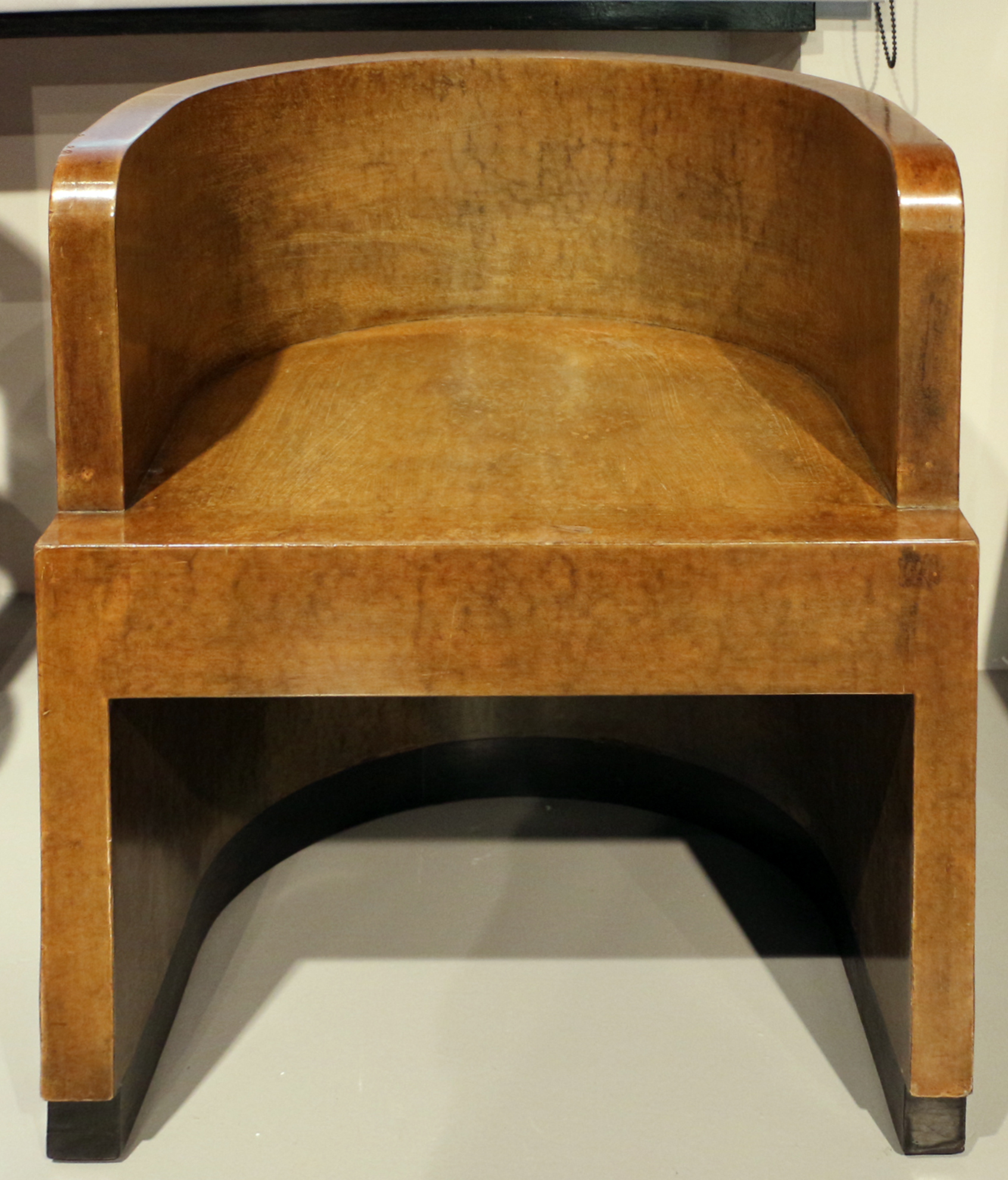
Poltrona per gli uffici Gualino a Torino, disegno insieme a Gino Levi-Montalcini

## Dediche

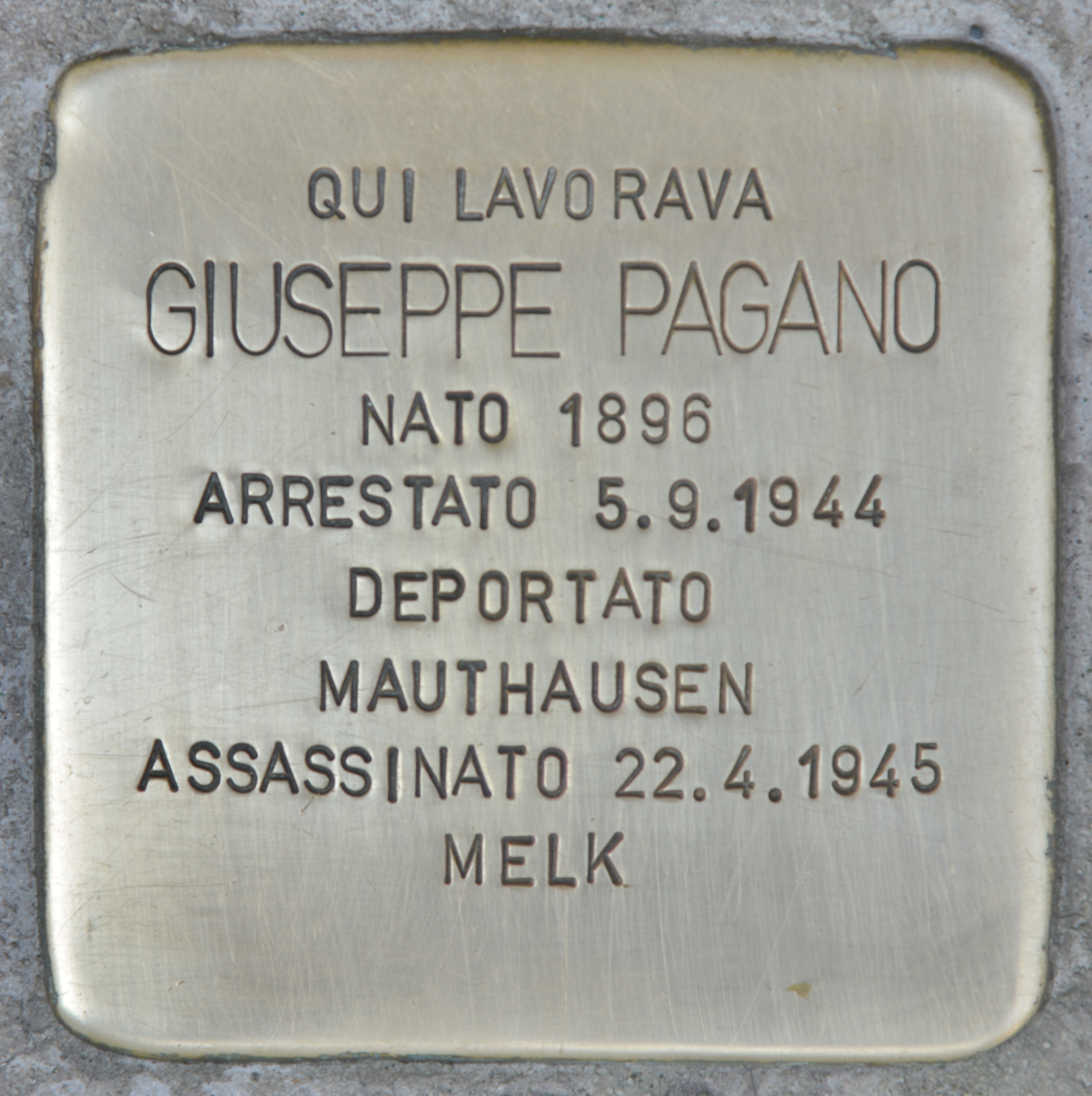
Milano, pietra d'inciampo dedicata a Giuseppe Pagano

Quattro strade portano il nome di Giuseppe Pagano, si trovano a Napoli, Palermo, Biella, Trieste e Pomezia (RM). Nel Quartiere Triennale 8 di Milano, il QT8, una via Giuseppe Pogatschnig ricorda l'architetto.
Il 29 gennaio 2018, alla presenza della senatrice a vita Liliana Segre, gli viene dedicata una pietra d'inciampo in via Sarfatti 25 a Milano, davanti alla sede dell'Università Bocconi da lui progettata.

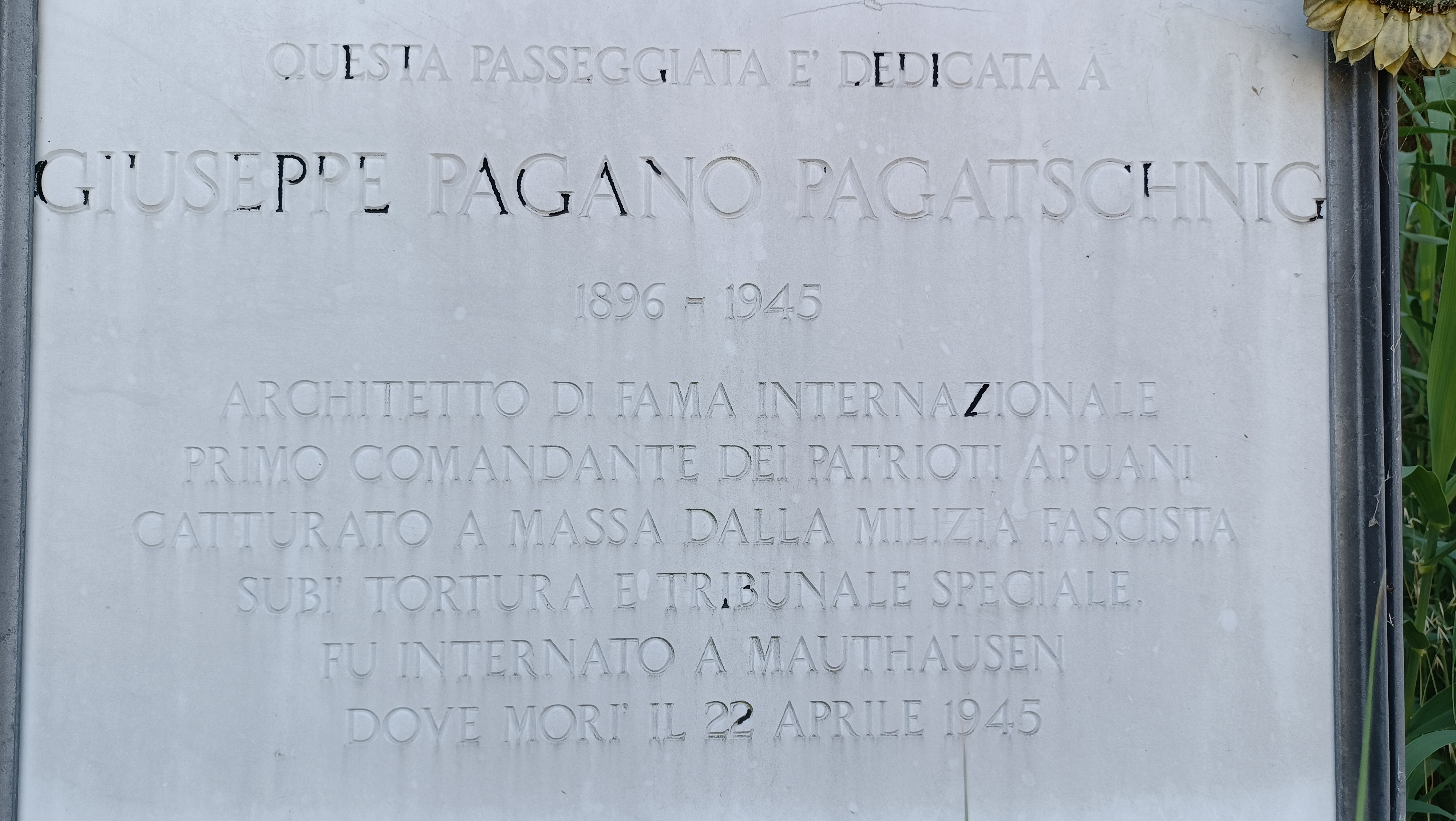
Targa dedicata a Giuseppe Pagano presso il Parco Fluviale del Frigido a Massa (MS)

La passeggiata del Parco Fluviale del Fiume Frigido a Massa (MS) è stata intitolata a Giuseppe Pagano Pogatschnig con una Targa che illustra il suo legame con la città di Massa.
Dicitura della targa: "Architetto di fama internazionale, primo comandante dei patrioti apuani, catturato a Massa dalla milizia fascista, subì tortura e tribunale speciale. Fu internato a Mauthausen dove morì il 22 aprile 1945."
Il Parco Fluviale del Fiume Frigido è attiguo al Sacrario delle Fosse del Frigido, luogo dell'omonimo eccidio da parte dalle SS in ritirata dopo lo sfondamento del fronte versiliese il 2 settembre 1944 da parte degli Alleati.

## La critica
Di lui Bruno Zevi annotava che non aveva le capacità compositive di Terragni e che il suo essere architetto mirava "non alla poesia, ma a un linguaggio civile". Questo suo modo di intendere l'architettura, come "impegno civile", fu parte integrante anche della sua vita e secondo tale principio visse.

## Opere
- Progetto tipologico di massima per i capannoni destinati ad Aeroscalo della ditta Borini di Torino, che si occupa anche di quello di Pavia, 1925-26[8];
- Ponte Balbis già Vittorio Emanuele III sul Po, Torino, 1926-28;
- Palazzo per uffici Gualino, assieme a Gino Levi-Montalcini, Torino, 1928-29.[9]
- Villa Colli, assieme a Gino Levi-Montalcini, Torino, 1929.[10]
- Sala d'Estate, Casa a Struttura d'Acciaio, V Triennale di Milano, 1933
- l'Istituto di Fisica della Città universitaria di Roma (1934);
- Sala Icaro all'Esposizione aeronautica italiana, 1934
- Casa d'abitazione Fanna Widmer a Trieste, via Fabio Severo 38, 1935-1936
- Padiglione aggiunto al palazzo dell'arte alla VI Triennale di Milano, 1936;
- Scala elicoidale VI Triennale di Milano, assieme a Buzzi, 1936;
- Casa Carpano, Biella, 1936[11];
- Palazzo Pella, ex Convitto biellese, Biella, 1937[11];
- Progetto urbanistico "Milano Verde" assieme ad Albini, Gardella, Minoletti, Palanti, Predaval, Romano, (1938);
- Pettinature Rivetti, Biella, 1939[11];
- Mostra di Leonardo, 1939.
- Mostra della Produzione in Serie, VII Triennale di Milano, 1940
- La sede dell'Università commerciale Luigi Bocconi Milano (1936-42);